# Calès (Lot)
Calès é uma comuna francesa na região administrativa de Occitânia, no departamento de Lot. Estende-se por uma área de 34,23 km². Em 2010 a comuna tinha 174 habitantes (densidade: 5,1 hab./km²).